# Debito aggregato
Il debito aggregato è la somma tra il debito pubblico, maturato da uno stato nei confronti di vari creditori (pubblici o privati), e il debito privato, ovvero quello di famiglie e imprese. 
Il debito medio delle famiglie risulta essere nella media europea e superiore rispetto a quello delle imprese.

## Debito aggregato in Europa
Il debito aggregato italiano, a causa della media elevata della ricchezza privata italiana, in rapporto al PIL si pone a livello della Francia. Portogallo, Irlanda, Belgio e Regno Unito nel 2009 guidavano la classifica degli stati europei come percentuale di indebitamento aggregato.